# Acacia lebbeck
Acacia lebbeck é uma espécie de leguminosa do gênero Acacia, pertencente à família Fabaceae.